# Sloup
Sloup è un comune mercato della Repubblica Ceca facente parte del distretto di Blansko, in Moravia Meridionale.